# Explosión Azul 2019
La Explosión Azul del año 2019 fue la edición número xxii de los eventos de presentación conocido como noches deportivas del equipo Emelec, se disputó el 30 de enero de 2019, en el Arena Capwell Banco del Pacífico.
El partido, que estaba programado para las 20:30, arrancó a las 20:49 debido al desmontaje de una estructura en el terreno de juego, en esa noche asistieron apenas 20 000 hinchas ( la mitad de las localidades), más tarde el presidente del club reconocería que la ausencia de los aficionados azules se debió a que las entradas estaban a precios elevados, (entre 18 a 50 dólares). además de que el partido contó con señal abierta de televisión.

## Elección del Rival
Emelec se encontraba realizando su pretemporada en Argentina, cuando anunció el 17 de enero el nombre del equipo contrincante. El equipo elegido fue el Sporting Cristal de Perú, y que la presentación iniciaría a las 19:00 horas, mientras el partido comenzaría a jugarse a las 20:30. Ese día no se anunció el precio de las entradas al evento.

## Jugador no. 12
A través de los sponsor del equipo local y en forma de concurso se invitó a la cancha de juego al Jugador número 12, se trató de Daniel Nieto un hincha emelecista que participó a través de un concurso telefónico, lamentablemente la  presencia del hincha en el terreno de juego molestó a los jugadores  y cuerpo técnico del equipo invitado.
Esto fue visto como un desagravio por parte del equipo local, y que tuvo como consecuencia que el equipo peruano no devolviera la cortesía de invitar Emelec al Día de la raza celeste.

## Desarrollo del partido
Los azules se impusieron con un doblete de Bryan Angulo (2m y 51m) y un tanto de Joao Rojas (31m), ambos formaron una sociedad que prevaleció en la oncena del técnico Mariano Soso en la campaña 2018 sobre todo en el último tramo de la segunda etapa.
Para este compromiso el técnico Soso dispuso que tres de sus ocho incorporaciones nacionales conformen el once inicial: Wilmer Godoy, Gabriel Cortez y Fernando Guerrero.
En el segundo tiempo ingresaron el uruguayo Nicolás Queiroz y los argentinos Fernando Luna, Joel López Pissano y Marcos Mondaini; los nacionales Romario Caicedo, Fernando Pinillo, José Hurtado, Gorman Estacio, Holger Matamoros, Carlos Orejuela, Adrián Bone; y los recién fichados Kevin Arroyo, Daniel Angulo y Billy Arce, este último abandonó el campo para dar paso al 'jugador no. 12' (un aficionado eléctrico).

## Alineaciones
Emelec: Esteban Dreer, Juan Carlos Paredes, Jaime Plata, Leandro Vega, Ronaldo Johnson, Dixon Arroyo, Wilmer Godoy, Joao Rojas, Gabriel Cortez, Fernando Guerrero y Bryan Angulo. DT: Mariano Soso.
Sporting Cristal: Patricio Álvarez; Johan Madrid, Renzo Revoredo, Omar Merlo, Jair Céspedes, Jorge Cazulo, Edinson Chávez (Tadashi Aoki, 62m), Christofer González (Percy Liza, 77m), Flavio Gómez (Carlos Lobatón, 67m), Cristian Palacios (Freddy Castro, 46m), Alexander Succar (Jeremy Canela, 87m). DT: Alexis Mendoza.